# Rochinia paulayi
Rochinia paulayi is een krabbensoort uit de familie van de Epialtidae. De wetenschappelijke naam van de soort is voor het eerst geldig gepubliceerd in 2007 door Ng & Richer de Forges.